# 굿 조 벨
《굿 조 벨》(영어: Good Joe Bell)은 미국에서 제작된 레이날도 마커스 그린 감독의 2020년 로드 전기 드라마 영화이다. 마크 월버그, 코니 브리턴 등이 출연하였다.

## 출연
- 마크 월버그
- 코니 브리턴
- 게리 시니스
- 모건 릴리
- 찰스 핼퍼드